# Ново, Ферруччо
Ферруччо Ново (22 марта 1897 — 8 апреля 1974) — итальянский футбольный тренер и функционер, который занимал пост президента «Торино», а также тренера сборной Италии.

## Биография
Ферруччо Ново стал известен общественности в 1939 году, когда был назначен преемником Джованни Баттисты Куниберти на посту президента футбольного клуба «Торино». За время своего 14-летнего президентства в «Торино» он создал сильную и почти непобедимую команду, которая добилась больших успехов, она известна как «Гранде Торино». Одним из ключевых игроков был полузащитник Ромео Менти, которого Ново в 1941 году пригласил из «Фиорентины». Он также сыграл значительную роль в подписании защитника Альдо Балларина, полузащитника Эцио Лоика и нападающего Валентино Маццолы.
Эта команда в 1943—1949 годах пять раз подряд выиграла чемпионат Италии по футболу. В 1949 году почти весь состав этой команды погиб в авиакатастрофе, которая вошла в историю как трагедия в Суперга.
27 февраля 1949 года Ново возглавил сборную Италии, которую готовил к чемпионату мира 1950. Команда автоматически квалифицировалась на турнир как действующий чемпион. Он вызвал в сборную в частности вратаря Лучидио Сентименти, защитника Освальдо Фаттори, полузащитников Карло Анновацци и Карло Паролу и нападающего Джампьеро Бониперти.
Турнир прошёл для Италии неудачно, первый матч против Швеции закончился поражением со счётом 3:2. Победа над Парагваем не принесла выход в следующий раунд, несмотря на то, что шведы сыграли с Парагваем вничью. После окончания турнира Ново покинул пост тренера.